# 羅馬民選官
民選官（拉丁語發音：[ˈprajtoːr]，又拼作prætor），亦译为副执政官、裁判官、民政官、法務官
、执事官，是一項古羅馬政府的頭銜，通常授予擔任以下公職的人：陸軍指揮官（通常會授予戰時指揮官，較少授予在軍隊集結前的指揮官），或民選政務官。
把執政官叫做國家軍隊之領導人的。他認為這個字包含相同的基本部份，就像動詞praeire（praeeo: "走在前，前導，引路"）。執政官指揮權的期間與職務，可以恰當地被稱為前導大權（Praetorium）。裁判官也是官職的頭銜，在拉丁文當中：而且它是名字，李維給予亚该亚人的將軍（strategus）的。

## 裁判官職位
副執政職位是原始地第三執政官職位的一種，而且副執政的主要職務，是執政官職務的一部份，根據西塞羅的說法，他們也被稱為正在開庭的法官（judices a judicando）。副執政有時指揮國家的軍隊；而且當執政官隨大軍出征而不在時，他行使他們的職務，在城市之內。他是有座椅資格的長官，而且他有統治大權，因而所以是主要長官之一：但是他對執政官負有尊敬與服從的義務。他的官職標識是六位刀斧手（lictor）。在較晚的期間，副執政僅有兩位刀斧手在羅馬。副執政職位，已最初給予先前年份的執政官，就像出現的來自李維。L.帕皮里烏斯是副執政，擔任執政官之後。

### 第一位裁判官
第一位副執政，在公元前356年誕生，而且它僅在貴族選出。因為被迫與平民分享執政官職位，所以元老院創設這項新的職務，作為對貴族的一種補償。直到公元前337年，沒有平民被指派為副執政。在百人會議中，副執政被稱作同僚執政官（collega consulibus），並以此名義選舉。在執政官選舉中，執政官最先被選出，其次為副執政。

### 第二位裁判官
在公元前246年，產生了第二位副執政，其職責是去審判一切外事糾紛，諸如外國人之間，或外國人與羅馬公民之間；因此他被稱為「外事裁判官」或羅馬民選官（Praetor Peregrinus）。另一位副執政於是被稱為「內事裁判官」（Praetor Urbanus，「他的權力在人民當中裁決」)，有時簡稱城市副執政與羅馬城副執政（Praetor Urbis）。這兩位副執政透過抽籤來決定哪一項職務由他們分別地執行。如果他們之中一人統率軍隊，則另一人在羅馬城之內執行兩位的全部責任。有時副執政的軍事統帥大權被延長為兩年。

### 城市裁判官
城市副執政，它是在羅馬諸職官名銜中第一位被特殊命名的副執政。就如其職務名稱所暗示的那樣，他的責任限制他在羅馬。作為職責之一，他僅能離開城市一次且不超過十天，去參加敬阿波羅神節（Ludi Apollinares）的監督工作。他也是司法審判的主要長官，羅馬法的發展與改良，在絕大的程度中要歸功於其連署的副執政的諭令佈告。

## 附加的裁判官與他們的責任
當國家的領土，已延伸超過遠在意大利界限之外時，新的副執政被產生。於是兩位副執政被列入，在公元前227年，為了西西里與薩丁尼亞的管理，而且又兩位被添加，當兩個西班牙的行省已形成時，在公元前197年。當有六位裁判官時，兩位留在城市，其它的四位則外出。元老院決定他們的行省，被分配的，在他們當中，透過抽籤。他的司法職務解除之後，在城市中，副執政通常具有行省的管理權，帶著資深裁判官的頭銜，而且有時帶著資深執政官的頭銜。卢基乌斯·科尔内利乌斯·苏拉增加裁判官的數目至八位，凱撒提高它隨後地至十位，然後十二位，然後十四位，而且最後地至十六位。奧古斯都烏斯幾項改變之後，固定數目在十二位。在提比略的統治下，有十六位。兩位裁判官被克劳狄一世所指派，為了有關於寄託之物（Fideicommissa）的事件，當公務在法律的那個部門，已經變得相當可觀時，但是提圖斯（Titus Flavius）縮減數目至一位；而且涅爾瓦增加一位裁判官，為了麻煩事件的決定，在菲斯庫斯家族與個人之間。 
瑪爾庫斯·奧列里烏斯根據卡披扥里努斯山的檔案庫（M. Ant. c10），指派一位副執政，為了麻煩事件，關於監督（tutela）的問題，一定曾經發生過的，在龐波尼烏斯（Pomponius）寫下之後。[判例彙編]（[PANDECTAE]）。副執政的主要責任是司法的，而且它顯示出，即它被發現是需要的，時時去增加他們的數目，以及去指定他們負責審判的特殊部門。
有時候，特殊的責任已加諸在他們身上，就像在外事副執政（公元前144年）的案件中，它被元老院議決所委任，去監督某些水道修復，以及去防範水的不恰當使用。
城市副執政與外事副執政兩者，皆具有裁定權（Jus Edicendi），而且他們的職務，在這方面，並未顯現出曾經被限制，在帝國權力的建立上，雖然它一定曾經逐漸地被約束，當帝國的體制與敕令的使用，變得普通的時候。這兩位副執政之管理的界限，被城市的轄區的（Urbanae Provinciae）任期所表示。

### 司法的職務
副執政的主要司法職務，在民事事件中，包括在給予仲裁（judex）。它是僅僅在財產之禁令的案件中，亦即他決定以即決的方法。法定程序，在副執政之前，被技術上地說成是名正言順（in jure）。

### 犯罪審判
副執政也擔任犯罪事件的審判。這些是常期查詢（Quaestiones perpetuae），或者審判，為了貪污（Repetundae），賄買官職（Ambitus），大逆（Majestas），與瀆職（Peculatus），它們，當有六位副執政時，已指派給四位，從數目中挑出。蘇拉增添至這些查詢（Quaestiones），諸如謊言（Falsum），兇手與毒殺（De Sicariis et Veneficis），以及忤逆（De Parricidis）的，而且為了這目的，他增加兩位，或者根據某些記載，四位副執政，就龐波尼烏斯與其它作家的記載來說，並不同意，在這點上。在這種時機上，副執政主持，但是一個團體的法官，透過投票的多數，決定被控告者的定罪與開釋。
裁判官當他審判的時候，坐在象牙椅（sella Curulis）上，在法庭中，它是法院的一部份，它已撥給副執政以及他的陪審法官與朋友，而且與無靠背凳相反，或者部份被法官所佔的，以及其它出席的人。但是副執政能夠作許多行政上的裁斷，在法院之外，或者就像它已表達來自一樣水平（e plano），或者來自地位平等（ex aequo loco），它的開庭期與來自法庭之上（e tribunali），或者來自地位優越（ex superiore loco）相反：舉例來說，他能夠，在確定的案件中，給予有效性至解放奴隸的裁斷，當他是在外時，就像正在他的路途到浴室或到劇院時。

## 其他
一個曾經被趕出元老院的人，能夠透過被任命為副執政恢復他的地位。薩盧斯特（[Sallust] 错误：{{Lang}}：无效参数：|3=（帮助））就曾透過這種方法被任命為副執政。
在羅馬帝國中，副執政便以不同的數目存在著，直至帝國晚期。